# Sarah Slean
Sarah Hope Slean (Pickering, 21 giugno 1977) è una cantautrice canadese.

## Biografia
Originaria dell'Ontario, ha esordito con l'EP Universe nel 1997. Nighy Bugs è il suo primo lavoro per una major: co-prodotto da Hawksley Workman, è stato pubblicato dalla WEA in Canada. Nel settembre 2004 ha pubblicato il suo quarto album Day One, seguito da The Baroness, uscito alcuni anni dopo, nel 2008.

## Discografia
- 1997 - Universe
- 1998 - Blue Parade
- 2001 - Sarah Slean EP
- 2002 - Night Bugs
- 2004 - Day One
- 2006 - Orphan Music (raccolta)
- 2008 - The Baroness
- 2008 - The Baroness Redecorates (raccolta)
- 2009 - Black Flowers (con Art of Time Ensemble)
- 2011 - String Quartet No. 2
- 2011 - Land & Sea